# Maurice Hurley
Maurice Hurley (* 16. August 1939 in Boston, Massachusetts; † 24. Februar 2015) war ein US-amerikanischer Fernsehproduzent und Drehbuchautor. Als Drehbuchautor verwendete er teilweise das Pseudonym C.J. Holland.

## Leben und Karriere
1981 trat Hurley als Drehbuchautor des Fernsehfilms Firebird 2015 AD in Erscheinung. 1984 und 1985 schrieb er die Drehbücher für mehrere Episoden von Miami Vice, von 1985 bis '86 war er Drehbuchautor und Supervising Producer für die Serie Der Equalizer.
1986 wurde Hurley Executive Producer für die ersten beiden Staffeln der Fernsehserie Raumschiff Enterprise – Das nächste Jahrhundert, deren Showrunner er in der zweiten Staffel war. Er schrieb mehrere Drehbücher für die Serie und war maßgeblich dafür mitverantwortlich, dass Gates McFadden nach der ersten Staffel entlassen und durch Diana Muldaur in der Rolle der Bordärztin ersetzt wurde. Außerdem kreierte er die Spezies der Borg, die in der Folge Zeitsprung mit Q unter Hurleys Verantwortung ihren ersten Auftritt im Star-Trek-Franchise haben sollten. Maurice Hurley war ein guter Freund von Michael Piller und brachte diesen 1989 in den Produktionsstab von Star Trek. Nach der zweiten Staffel verließ Hurley die Serie, was unter anderem zur Rückkehr von Gates McFadden in den Seriencast führte.
1994 legte er den Star-Trek-Produzenten einen Drehbuchentwurf für den Kinofilm Star Trek: Treffen der Generationen vor, der allerdings abgelehnt wurde.
1996 wurde er Executive Producer der Serie Baywatch Nights, eines Ablegers von Baywatch – Die Rettungsschwimmer von Malibu. Nach Einstellung des Spin-off war er für ein Jahr Co-Executive Producer der 10. Staffel der Originalserie. Er schrieb auch mehrere Drehbücher für Episoden von Baywatch Nights sowie die 10. und vorletzte Staffel von Baywatch, dessen Handlungsort für seine beiden letzten Staffeln nach Hawaii verlegt und die Serie in Baywatch Hawaii umbenannt wurde.
Eine seiner letzten Arbeiten waren einige Drehbücher für einzelne Episoden der Actionserie 24.

## Filmografie
- 1981: Firebird 2015 AD, auch Firebird 2015 A.D. (Fernsehfilm; Drehbuch, mit Biff McGuire und Barry Pearson)
- 1985–86: Der Equalizer (Fernsehserie; Produzent, Drehbuchautor)
- 1986–89: Raumschiff Enterprise – Das nächste Jahrhundert (Fernsehserie; Produzent, Drehbuchautor)
- 1989: Kojak: Ariana (Fernsehfilm; Produzent, Drehbuchautor)
- 1989: K-9 (Fernsehfilm; Produzent, Drehbuchautor)
- 1992: Tod unter den Palmen (Fernsehfilm; Produzent, Drehbuchautor)
- 1993–94: Kung Fu – Im Zeichen des Drachen (Fernsehserie; Drehbuch)
- 1994: Unschuldig hinter Gittern (Fernsehfilm; Produzent, Drehbuchautor)
- 1995: Pointman (Fernsehserie; Produzent, Drehbuchautor)
- 1996: Diagnose: Mord (Fernsehserie; Drehbuch)
- 1996–97: Baywatch Nights (Fernsehserie; Produzent, Drehbuchautor)
- 1997: Nikita (Fernsehserie; Drehbuch)
- 1999–2000: Baywatch Hawaii (Fernsehserie; Produzent, Drehbuchautor)
- 2002: 24 (Fernsehserie; Drehbuch)
- 2005: Conquest (Fernsehserie; Produzent, Drehbuchautor)